# جيمس كريغتون
جيمس كريغتون هو محامي وصحفي كندي، ولد في 12 يونيو 1850 في هاليفاكس في كندا، وتوفي في 27 يونيو 1930 في أوتاوا في كندا.